# Markuskirche (Hannover)

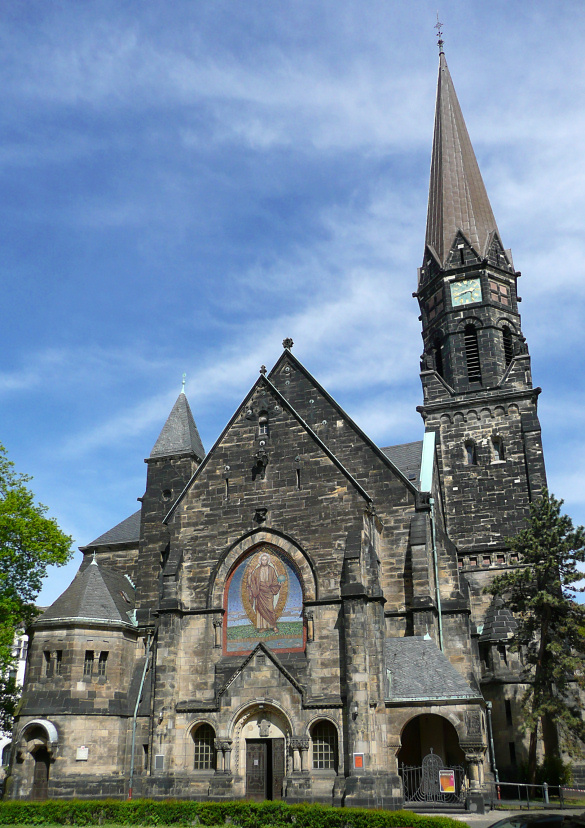
Markuskirche

Die Markuskirche ist ein evangelisch-lutherischer Kirchenbau in Hannover-List. Sie ist Sitz der Superintendentur Amtsbereich Hannover-Mitte.

## Geschichte
Der Bau der Markuskirche wurde 1902 auf einem von der Stadt Hannover kostenlos zur Verfügung gestellten Grundstück in der Nähe des Lister Platzes begonnen. Mit dem Bau war der Architekt Otto Lüer beauftragt worden. Die Bauarbeiten stockten bald, da für den 70 m hohen Kirchturm ein stabiles Fundament notwendig war. Dazu wurden 400 Betonpfähle in den Untergrund mit Treibsand gerammt. Im Jahr 1906 wurde die Kirche eingeweiht.
Das Mosaik an der Südwestseite wurde von Kaiser Wilhelm II. gestiftet und zeigt den auferstandenen Christus als Weltenherrscher. Es wurde erst 1907 vollendet und der Kaiser reiste darauf eigens dafür an, um sich das Kunstwerk anzuschauen.

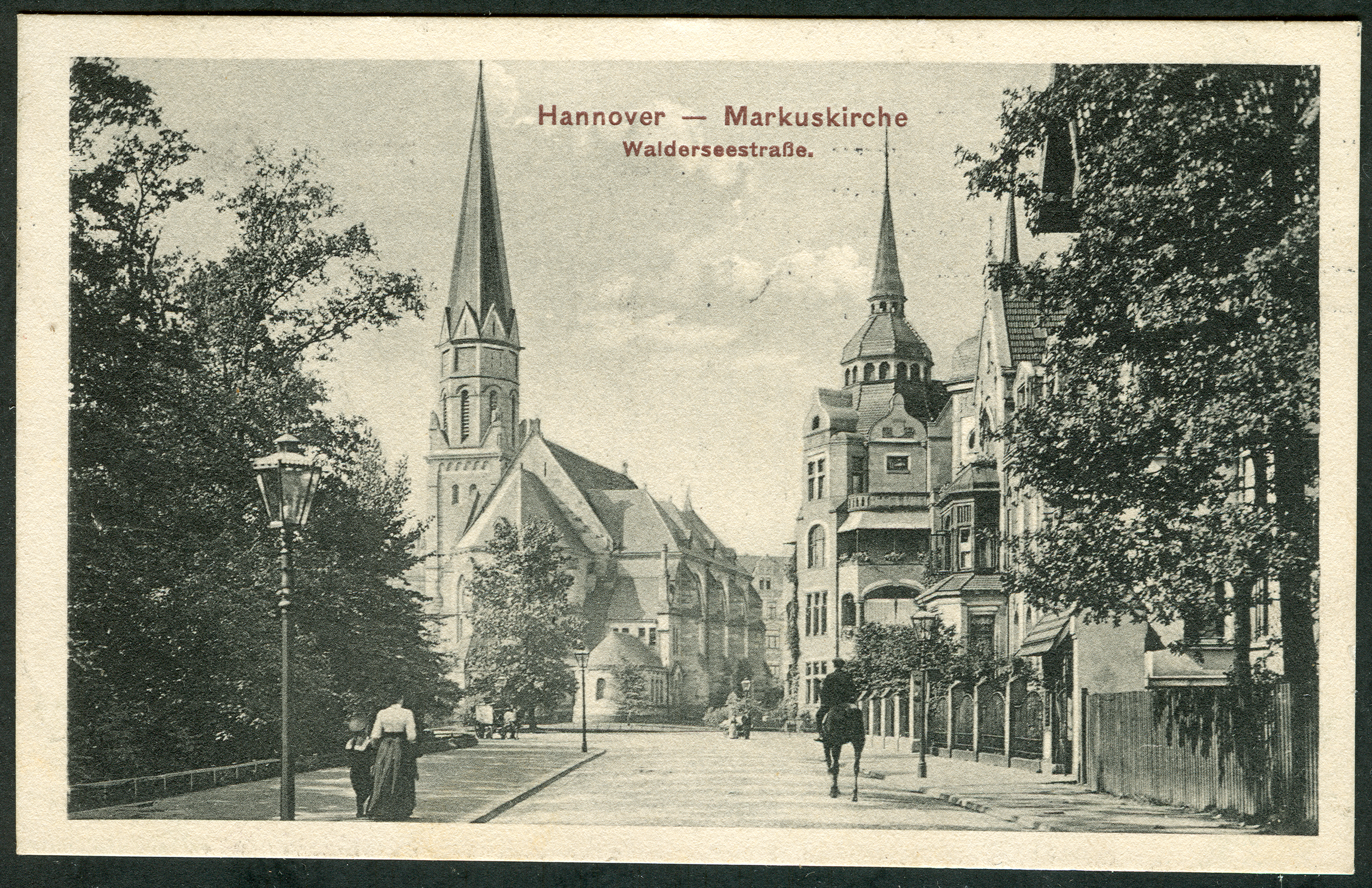
Die neu erbaute Kirche, hier gesehen von der belebten Walderseestraße;
Ansichtskarte Nr. 16 von Friedrich Astholz junior

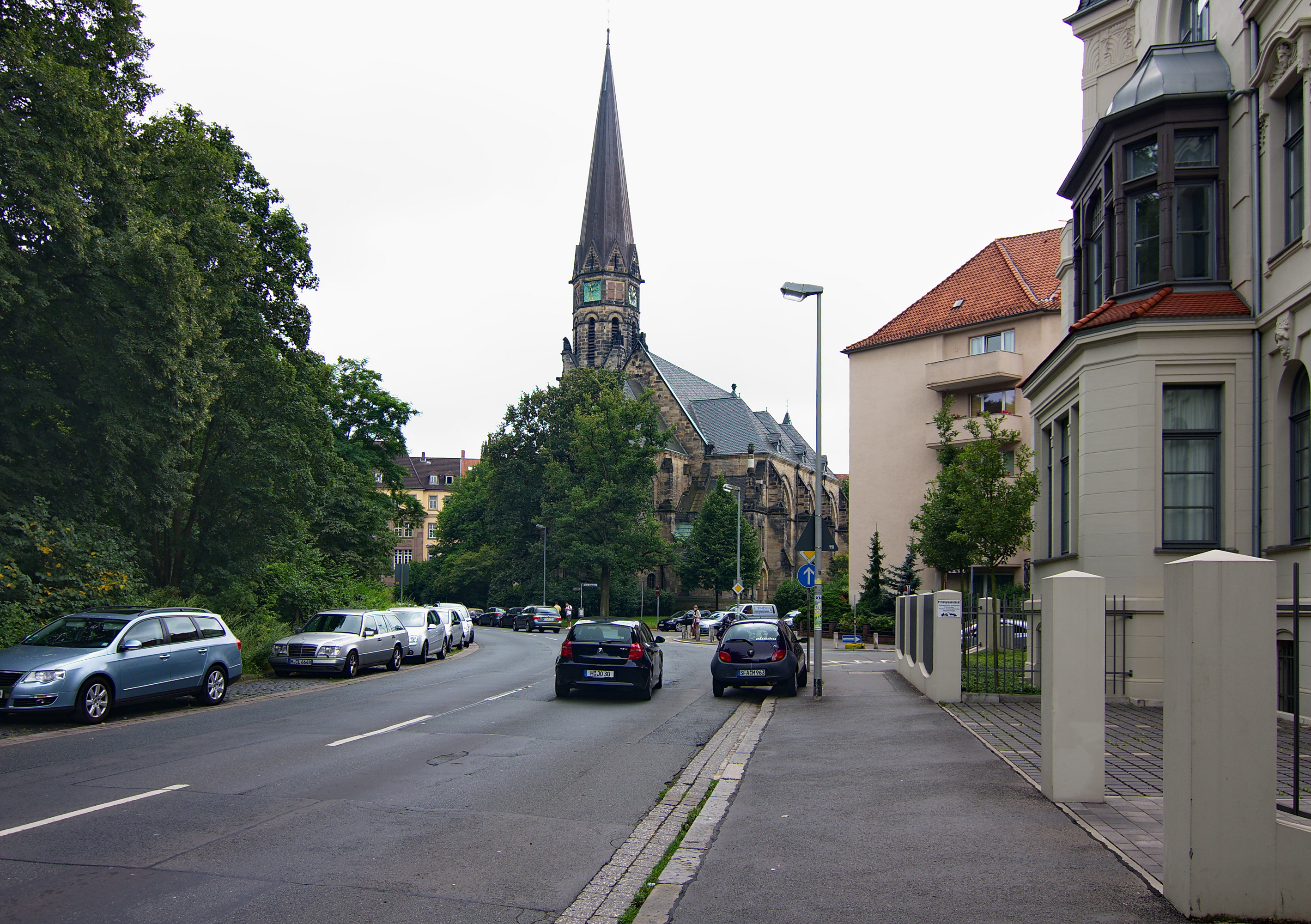
Ähnlicher Standpunkt im Jahr 2012

Die Kirche war ursprünglich, dem Zeitgeist entsprechend, im Stil der Neoromanik ausgemalt. Diese Bemalung wurde im Zweiten Weltkrieg bei den Luftangriffen auf Hannover vollständig zerstört und nicht wiederhergestellt, sondern mehrmals durch einfache Anstriche mit wechselnden Farben ersetzt. Um einen Eindruck von der Innengestaltung vor der Zerstörung zu bekommen, kann man aber z. B. in der Klosterkirche Marienwerder und auch in der nahe gelegenen kath. Kirche St. Elisabeth noch heute die Bemalung desselben Künstlers Oscar Wichtendahl (in der Kirchenchronik fälschlich mal als „Otto“, mal als „Oskar“ benannt) anschauen, der auch die Markuskirche ausmalte.

## Gemeinde

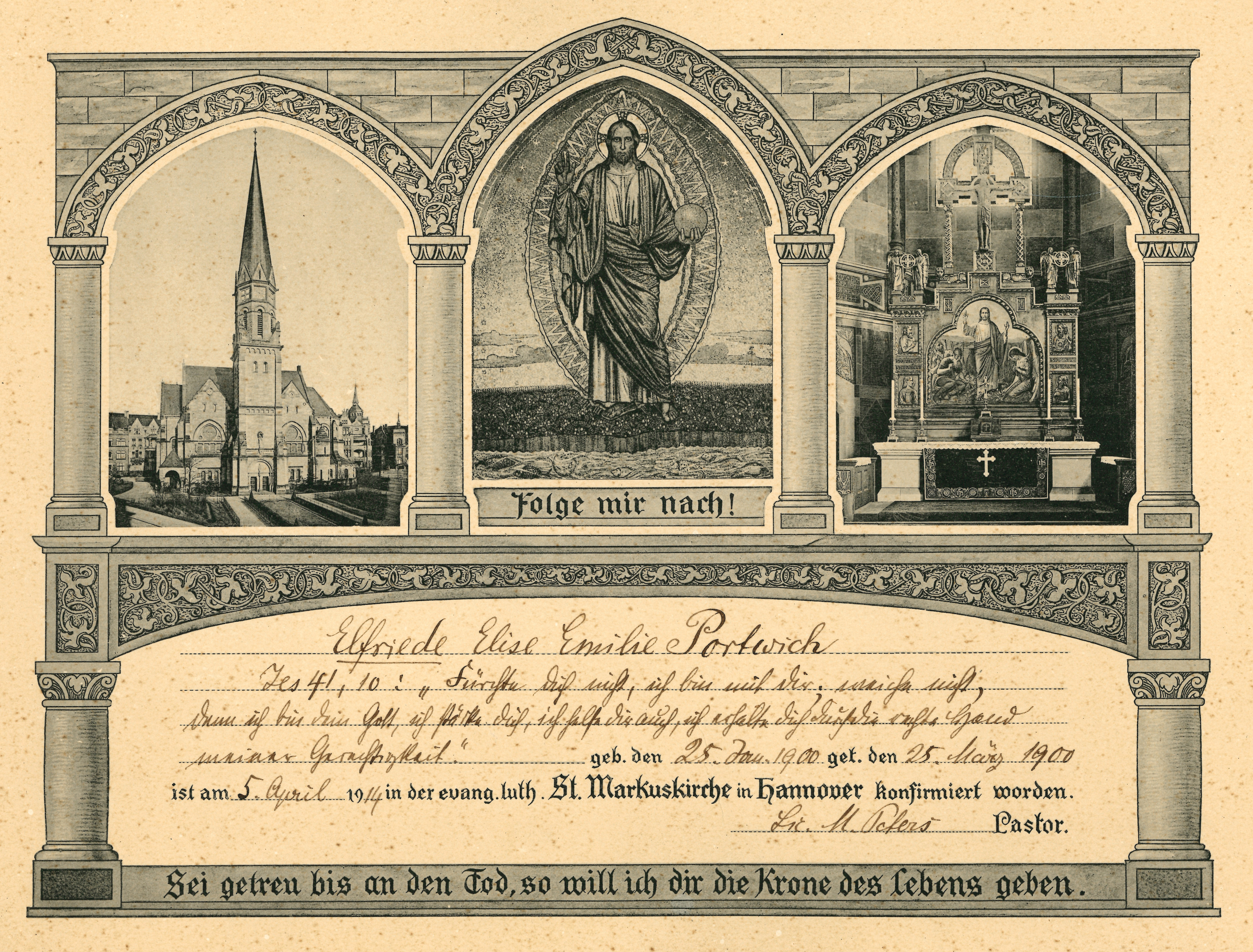
Konfirmations-Blatt der Gemeinde; 1914

Die Markuskirchengemeinde hat 2015 rund 3000 Mitglieder.
Die Kirche hat weit über die Gemeindegrenzen hinaus eine hohe Anziehungskraft, da neben den Gottesdiensten auch kulturelle Veranstaltungen, Ausstellungen und Autorenlesungen stattfinden. Die Markuskirche ist zudem als Musikkirche bekannt, da in ihr zahlreiche Konzerte veranstaltete werden. In der Kirchengemeinde besteht ein Kirchenchor.

## Orgel
Die Orgel der Markuskirche wurde in den Jahren 1958–1962 von der Orgelbaufirma Paul Ott erbaut. Die ursprüngliche Disposition (IV/P, 57 Register) entwarfen KMD Werner Immelmann und Oberlandeskirchenrat Rudolf Utermöhlen. Die Orgel war außer für Gemeindeaufgaben als Hochschulinstrument entworfen worden, auf dem die Studenten der damals im nahen Lister Turm untergebrachten Hochschule für Musik und Theater Hannover unterrichtet wurden. Nach einer Neuintonation 1974/75 durch die Firma Emil Hammer Orgelbau und die Renovierung und Umdisponierung durch die Firma Franz Rietzsch Orgelbau, Hemmingen, 1994 hat das Instrument heute 56 Register auf vier Manualen und Pedal. Die Spiel- und Registertrakturen sind mechanisch.
| I Rückpositiv C–g3 |        |
| Gedackt            | 08′    |
| Quintade           | 08′    |
| Prinzipal          | 04′    |
| Rohrflöte          | 04′    |
| Sesquialtera II    | 02 ⁄3′ |
| Gemshorn           | 02′    |
| Sifflöte           | 01 ⁄3′ |
| Scharff IV         | 01′    |
| Dulzian            | 16′    |
| Dulzian            | 08′    |
| Tremulant          |        |

| II Hauptwerk C–g3 |        |
| Pommer            | 16′    |
| Prinzipal         | 08′    |
| Rohrflöte         | 08′    |
| Oktave            | 04′    |
| Koppelflöte       | 04′    |
| Quinte            | 02 ⁄3′ |
| Oktave            | 02′    |
| Mixtur V-VI       | 01 ⁄3′ |
| Scharf III        | 01⁄3′  |
| Trompete          | 16′    |
| Trompete          | 08′    |

| III Kronwerk C–g3 |       |
| Spillgedackt      | 8′    |
| Holzpfeife        | 8′    |
| Prinzipal         | 4′    |
| Nachthorn         | 4′    |
| Nasat             | 2 ⁄3′ |
| Waldflöte         | 2′    |
| Terz              | 1 ⁄5′ |
| Septime           | 1 ⁄7′ |
| Oktave            | 1′    |
| None              | 8⁄9′  |
| Scharf IV         | 2⁄3′  |
| Trompete          | 8′    |
| Trompete          | 4′    |
| Tremulant         |       |

| IV Brustwerk C–g3 |        |
| Holzgedackt       | 8′     |
| Blockflöte        | 4′     |
| Prinzipal         | 2′     |
| Rohrflöte         | 2′     |
| Quinte            | 1 ⁄3′  |
| Terz              | 1 3⁄5′ |
| Oktave            | 1′     |
| Zimbel III        | 1⁄2′   |
| Vox humana        | 8′     |
| Tremulant         |        |

| Pedalwerk C–f1 |         |
| Untersatz      | 32′     |
| Prinzipal      | 16′     |
| Subbass        | 16′     |
| Oktave         | 08′     |
| Gedacktpommer  | 08′     |
| Quinte         | 05 1⁄3′ |
| Oktave         | 04′     |
| Bassflöte      | 04′     |
| Mixtur VI      | 02 ⁄3′  |
| Nachthorn      | 02′     |
| Posaune        | 16′     |
| Trompete       | 08′     |
| Trompete       | 04′     |

- Koppeln: I/II, III/II, IV/II, I/P, II/P
- Sperrventile: HW ab, KW ab, RP ab, BW ab, P II ab, P I ab

Im Jahr 2024/2025 soll die Ott-Orgel mit einer aus dem Entstehungsjahr der Kirche datierenden Orgel aus Hildesheim kombiniert werden. Diese Orgel wurde von Furtwängler & Hammer zeitgleich mit der nicht mehr erhaltenen ersten Orgel der Markuskirche in der Werkstatt in der Lister Straße Steinriede erbaut. Die Kombination ermöglicht es, „den original-deutschromantischen Klang der ersten Orgel wieder für die Markuskirche zurückzugewinnen und kombiniert mit dem jetzigen neobarocken Klang in einem Instrument erlebbar zu machen“.

## Weitere Ansichten

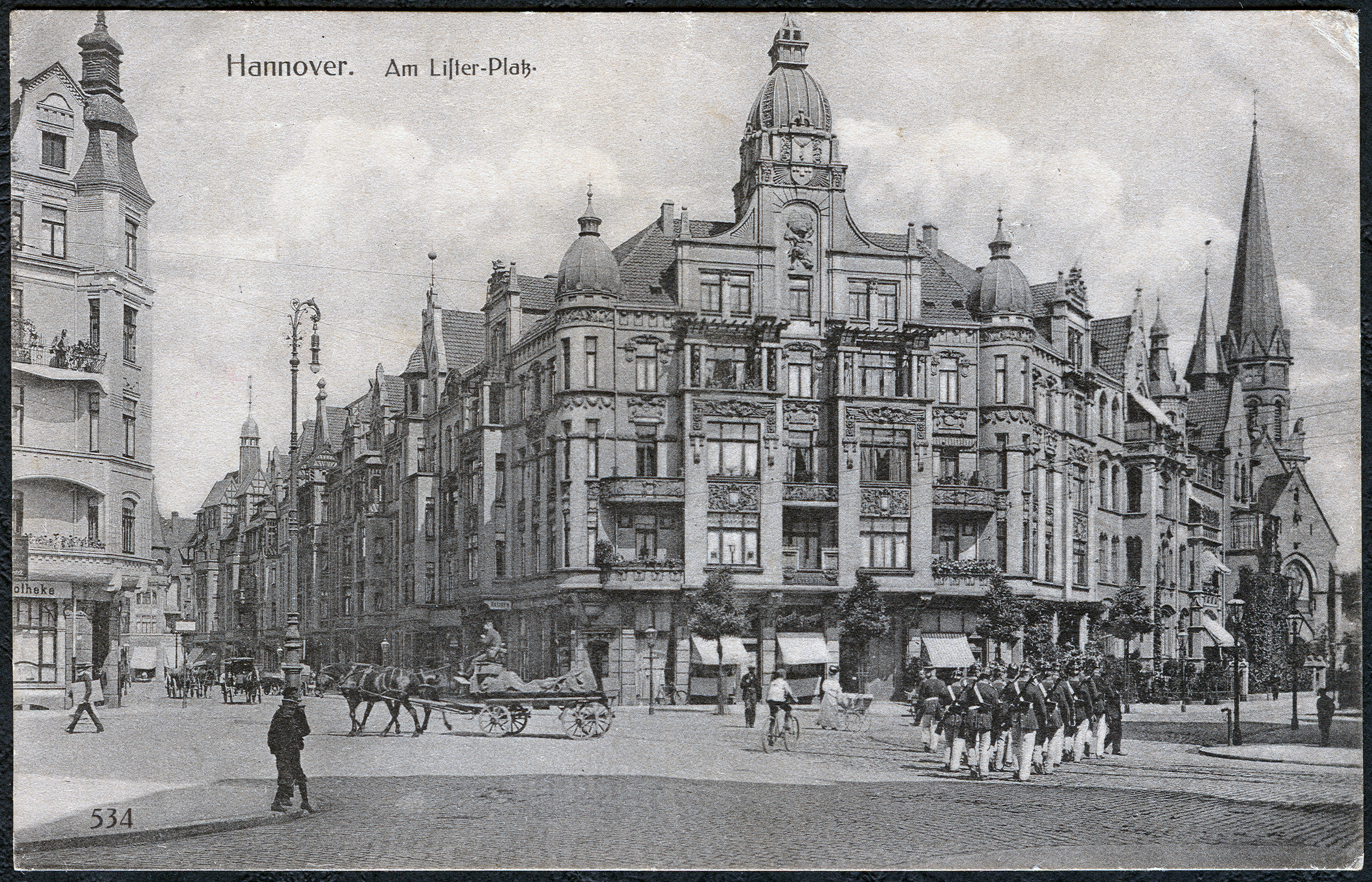
Die Markuskirche (ganz rechts) gesehen vom Lister Platz; Ansichtskarte um 1906
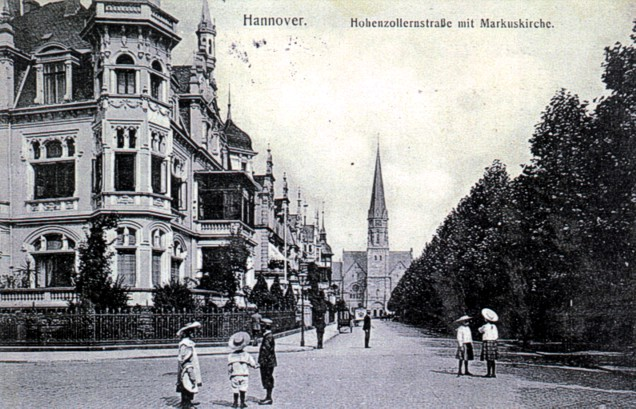
Die Kirche um 1906, gesehen von der Hohenzollernstraße
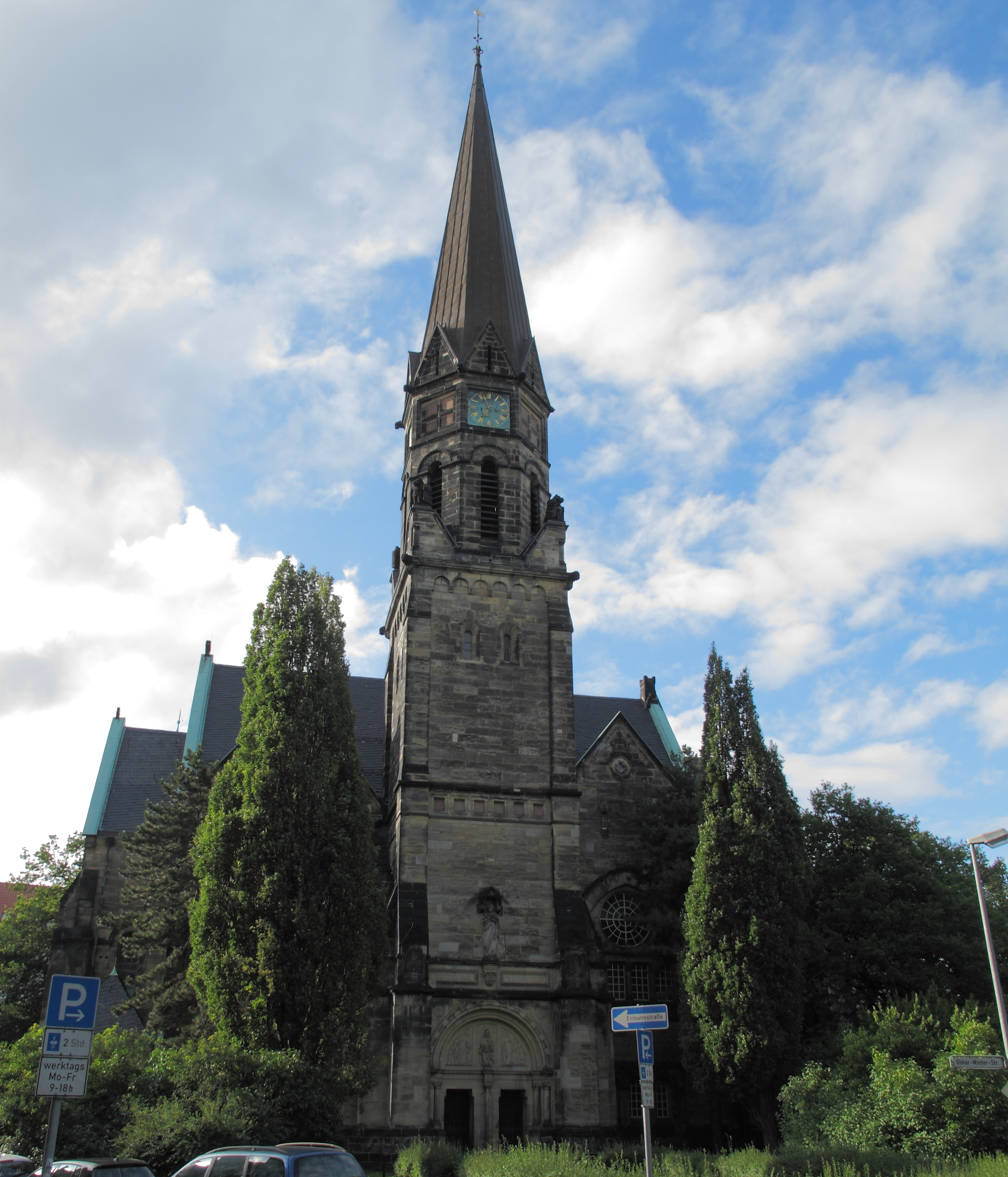
Südostseite
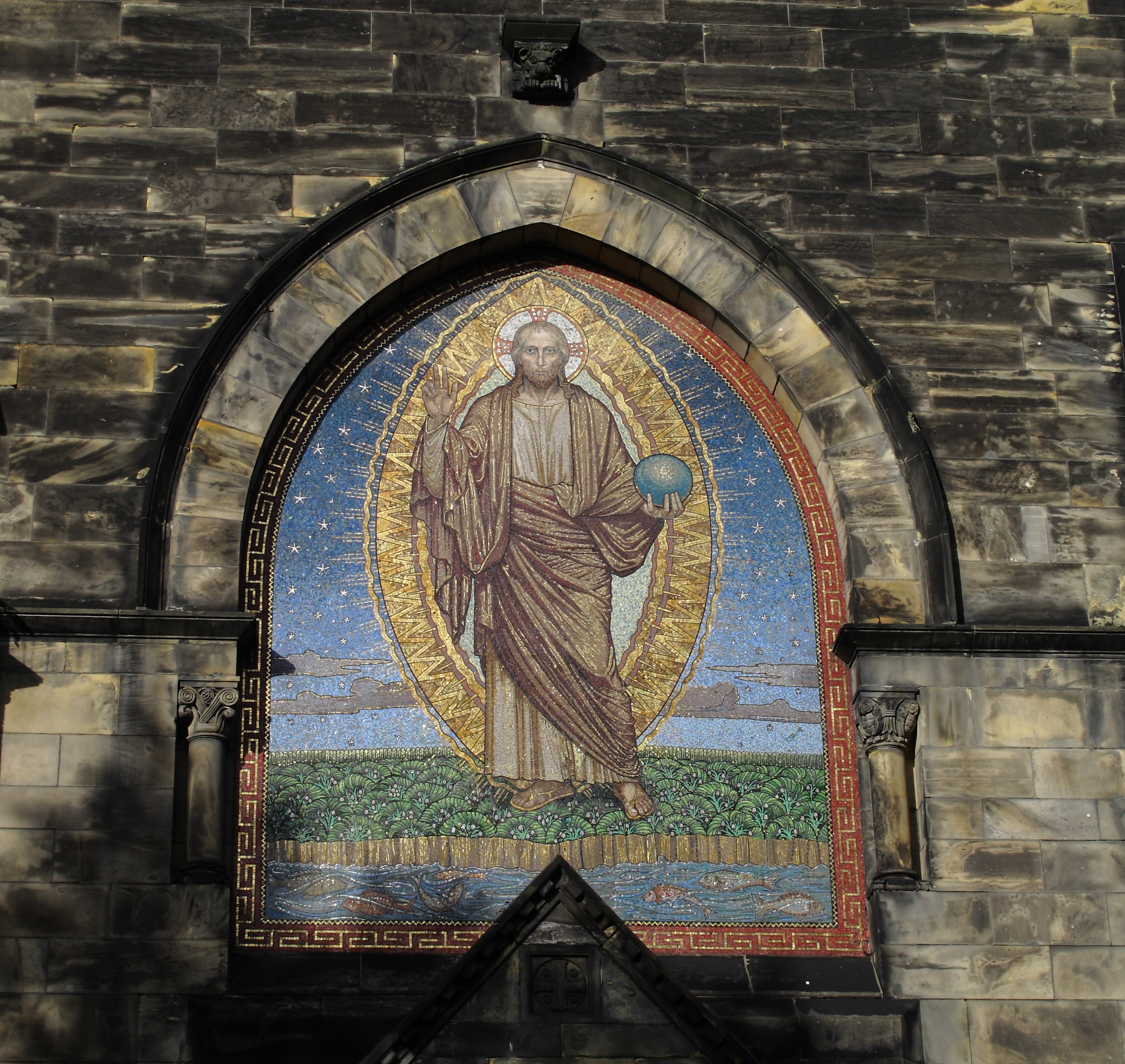
Mosaik
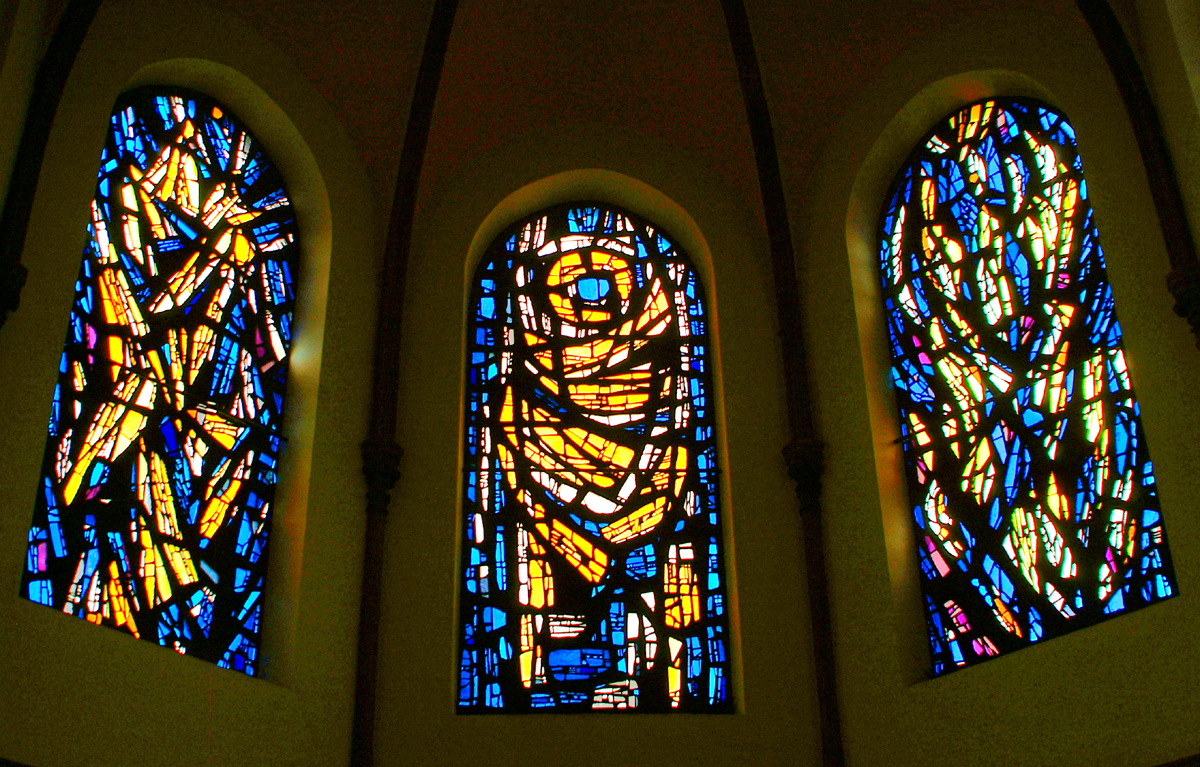
Fenster

## Sonstiges
2015 installierte die Lichtkünstlerin Claudia Wissmann die Lichtskulptur Lichtgestalt an der Außenfassade über dem Haupteingang der Markuskirche. Seitdem ist das Werk fest installiert und in den Abend- und Nachtstunden täglich zu sehen.